# Ligne 9 de trolleybus de Riga
 (février 2024).
Si vous disposez d'ouvrages ou d'articles de référence ou si vous connaissez des sites web de qualité traitant du thème abordé ici, merci de compléter l'article en donnant les références utiles à sa vérifiabilité et en les liant à la section « Notes et références ».
La ligne 9 de trolleybus de Riga (en letton : 9. trolejbusu maršruts) est une ligne de trolleybus de Riga en Lettonie.

## Infrastructure

### Ligne
La ligne 9 de trolleybus des transports publics de Riga part du carrefour des rues 13. janvāra, Gogoļa, Marijas ielas et Raiņa bulvāra, jusqu'à Iļguciems à l'intersection des rues Baltās, Lidoņu et Spilves ielas.
La longueur totale de la ligne 9 de trolleybus est d'environ 18,4 km.
La longueur dans le sens Stacijas laukums — Slokas iela — Iļģuciems est de 10 km et la longueur du parcours Iļģuciems - Stacijas laukums de 8,4 km.
Dans le sens Stacijas laukums — Iļģuciems, le trolleybus passe par les rues : Marijas iela, 13. janvāra iela, 11. novembra krastmala, Akmens tilts, Uzvaras bulvāris, Slokas iela, Kalnciema iela, Baložu iela, Kristapa iela, Melnsila iela, Vīlipa iela, Dzirciema iela et Lidoņu iela.
Dans le sens Iļģuciems — Stacijas laukums, le trolleybus passe par les rues : Lidoņu iela, Dzirciema iela, Vīlipa iela, Melnsila iela, Kapseļu iela, Baložu iela, Kalnciema iela, Daugavgrīvas iela, Raņķa dambis, Uzvaras bulvāris, Akmens tilts, 11. novembra krastmala, 13. janvāra iela et Marijas iela.

### Arrêts
L'itinéraire du trolleybus compte 35 arrêts, dans le sens Stacijas laukums — Iļģuciems il marque 18 arrêts, et dans le sens Iļģuciems — Stacijas laukums il marque 17 arrêts.
| N° | Arrêts                                          |
| -- | ----------------------------------------------- |
| 1  | Stacijas laukums                                |
| 2  | 13. janvāra iela                                |
| 3  | Grēcinieku iela                                 |
| 4  | Nacionālā bibliotēka                            |
| 5  | A. Grīna bulvāris                               |
| 6  | Nometņu iela                                    |
| 7  | Kalnciema iela                                  |
| 8  | Baložu iela                                     |
| 9  | Melnsila iela                                   |
| 10 | Āgenskalna iela                                 |
| 11 | Kuldīgas iela                                   |
| 12 | Botāniskais dārzs / Rīgas Stradiņa universitāte |
| 13 | Sēlpils iela / Donoru centrs                    |
| 14 | Slokas iela                                     |
| 15 | Vaidelotes iela                                 |
| 16 | Buļļu iela                                      |
| 17 | Cementa iela                                    |
| 18 | Spilves iela                                    |

| N° | Arrêts                                   |
| -- | ---------------------------------------- |
| 1  | Spilves iela                             |
| 2  | Cementa iela                             |
| 3  | Vaidelotes iela                          |
| 4  | Mazā Stacijas iela                       |
| 5  | Sēlpils iela / Donoru centrs             |
| 6  | Dārza iela / Rīgas Stradiņa universitāte |
| 7  | Botāniskais dārzs                        |
| 8  | Kuldīgas iela                            |
| 9  | Melnsila iela                            |
| 10 | Kapseļu iela                             |
| 11 | Slokas iela                              |
| 12 | Daugavgrīvas iela                        |
| 13 | Uzvaras bulvāris                         |
| 14 | Nacionālā bibliotēka                     |
| 15 | 11. novembra krastmala                   |
| 16 | Autoosta                                 |
| 17 | Stacijas laukums                         |

## Galerie

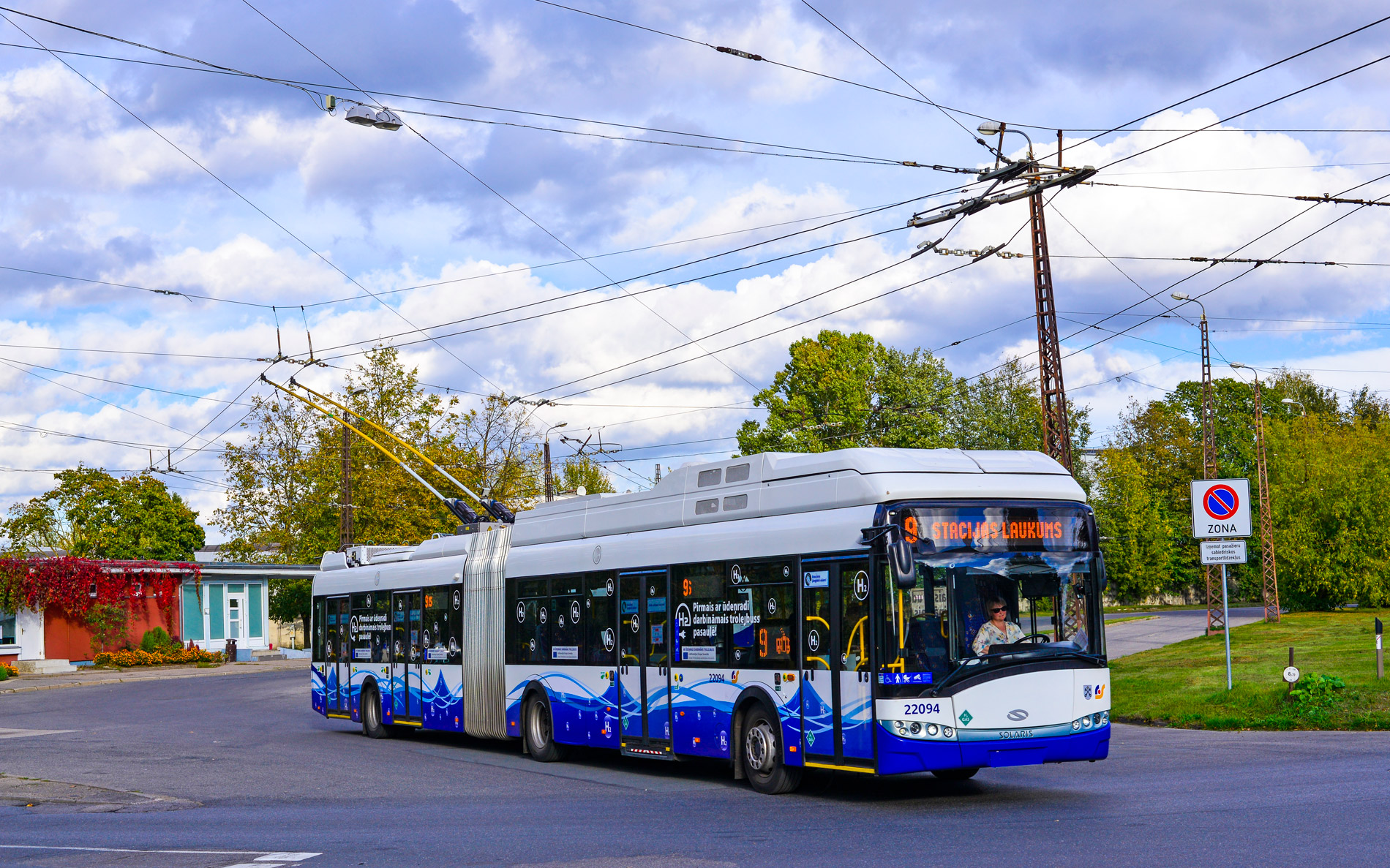
Terminus d'Iļguciems.
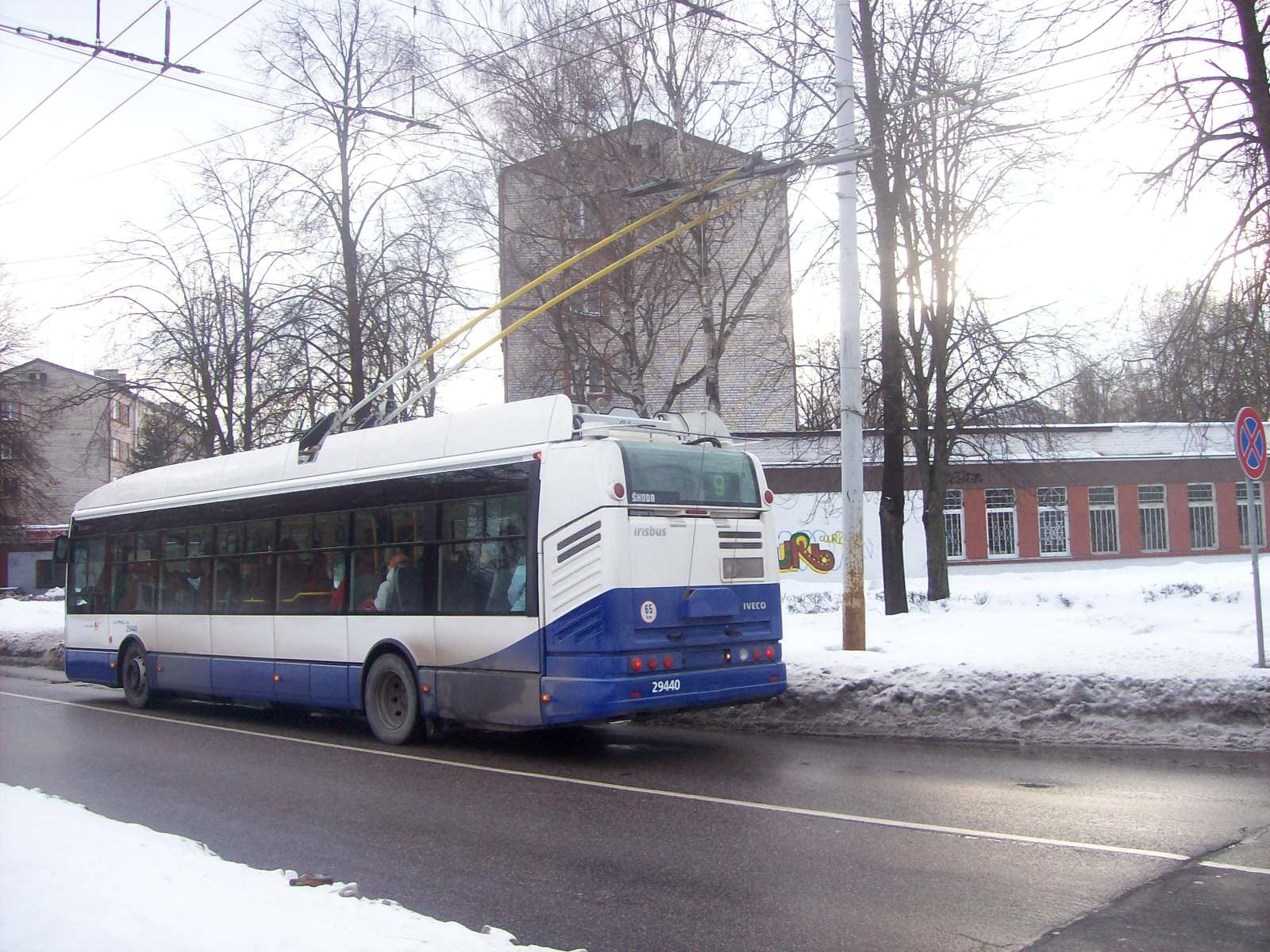
Melnsila ielā.
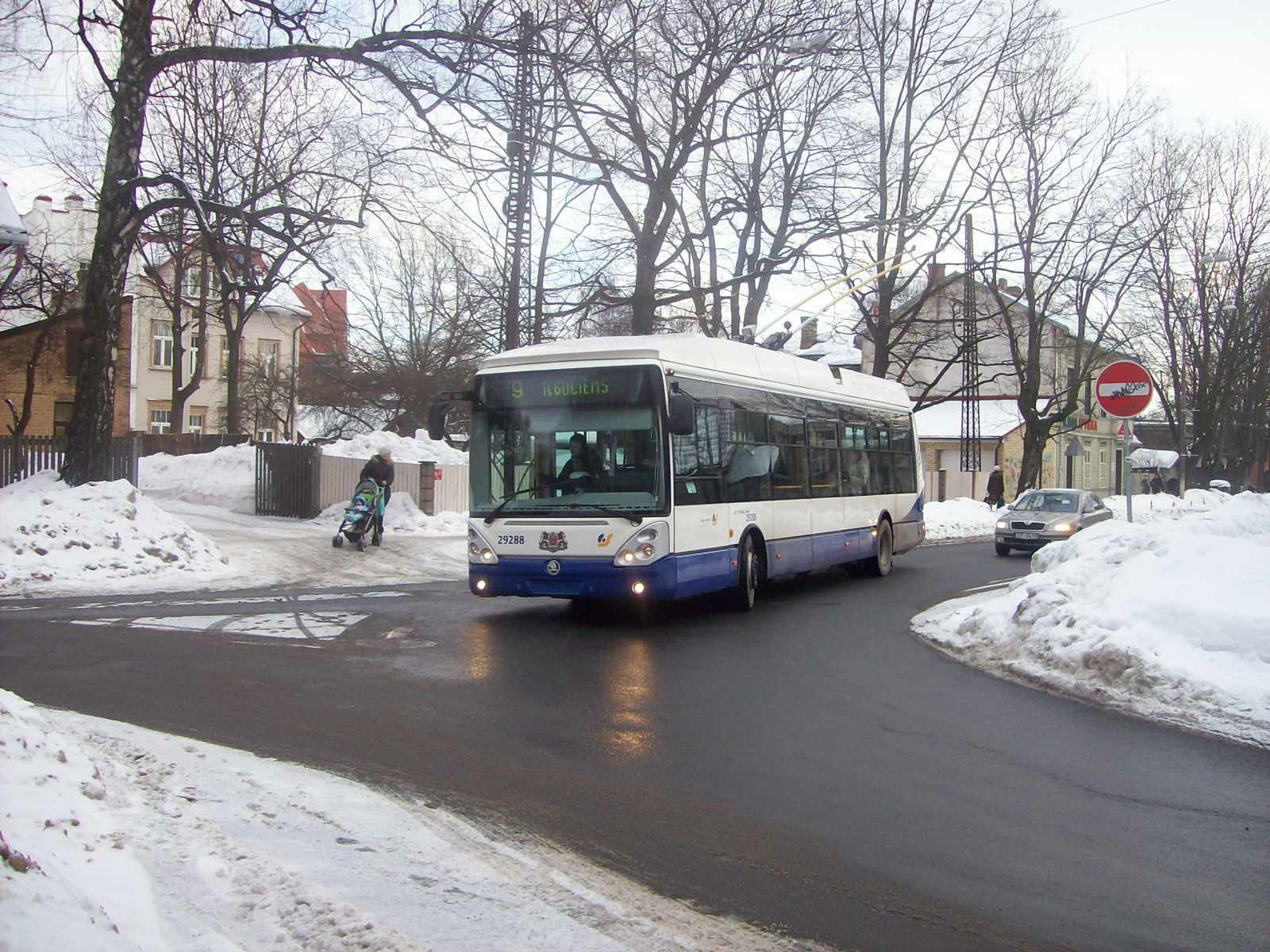
Croisement de Baložu iela et Kristapa iela.
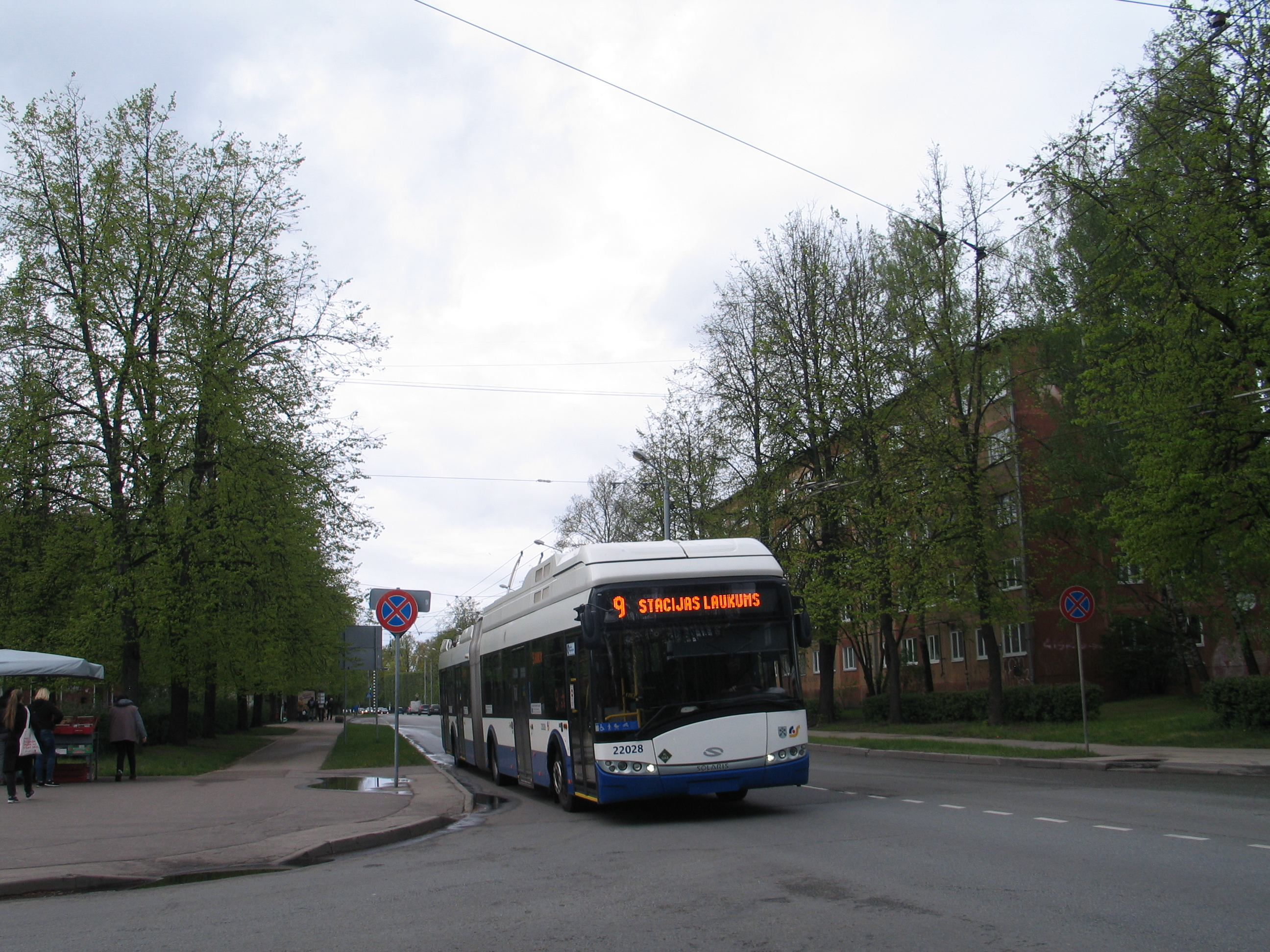
Croisement de Melnsila iela et  Kristapa iela.